# La Celle-sous-Chantemerle

La Celle-sous-Chantemerle este o comună în departamentul Marne, Franța. În 2009 avea o populație de 164 de locuitori.